# Aire urbaine de Saint-Pierre-d'Oléron
L'aire urbaine de Saint-Pierre-d'Oléron est une aire urbaine française centrée sur la ville de Saint-Pierre-d'Oléron, ville principale de l'Île d'Oléron située sur le littoral de la Charente-Maritime.

## Zonage de l'aire urbaine de Saint-Pierre-d'Oléron en 2010 et population en 2008

### Données globales
Selon le dernier zonage effectué par l'INSEE en 2010, l'aire urbaine de Saint-Pierre-d'Oléron compte 6 377 habitants en 2008 (population municipale).
En 2008, elle se situait au 505e rang national et au 22e rang régional en Poitou-Charentes, tout juste devant l'aire urbaine de Surgères et celle de Jonzac. 
Selon l'INSEE, l'aire urbaine de Saint-Pierre-d'Oléron fait partie des petites aires urbaines de la France c'est-à-dire ayant entre 1 500 et moins de 5 000 emplois.
L'unité urbaine de Saint-Pierre-d'Oléron, qui correspond au statut de ville isolée, forme à la fois le pôle urbain et l'aire urbaine de Saint-Pierre-d'Oléron selon la nouvelle terminologie de l'INSEE. L'aire urbaine de Saint-Pierre-d'Oléron ne possède donc pas de couronne urbaine selon le nouveau zonage de 2010 défini par l'Insee. 
En Charente-Maritime, elle occupe le huitième rang, très loin derrière les aires urbaines de La Rochelle, Saintes, Rochefort et Royan qui sont les quatre grandes aires urbaines de ce département. Elle se situe après la moyenne aire urbaine de Saint-Jean-d'Angély (5e rang départemental) et après les petites aires urbaines de La Tremblade et Marennes.

### Composition de l'aire urbaine de Saint-Pierre-d'Oléron selon le zonage de 2010
Composition de l'aire urbaine de Saint-Pierre-d'Oléron selon le nouveau zonage de 2010 et population en 2008 (population municipale)
| Commune                                               | Superficie | Population | Densité de population | Catégorie dans l'aire urbaine      |
| ----------------------------------------------------- | ---------- | ---------- | --------------------- | ---------------------------------- |
| Saint-Pierre-d'Oléron                                 | 40,55 km²  | 6 377 hab. | 157 hab/km²           | commune appartenant au pôle urbain |
| Pôle urbain ou unité urbaine de Saint-Pierre-d'Oléron | 40,55 km²  | 6 377 hab. | 157 hab/km²           | 1 commune                          |
| Aire urbaine                                          | 40,55 km²  | 6 377 hab. | 157 hab/km²           | 1 commune                          |